# Марсель, Алан
Алан Марсель Пикассо (исп. Alan Marcel Picazzo; родился 21 июня 1999 года) — аргентинский футболист, нападающий.

## Биография
Марсель — воспитанник клуба «Ривер Плейт». С сезона 2017/2018 привлекается к тренировкам с основной командой. 18 сентября 2017 года дебютировал в аргентинском чемпионате в поединке против «Сан-Мартина», выйдя на замену на 63-й минуте вместо Рафаэля Сантоса Борре и в добавочное время сумел забить гол.
В феврале 2021 года, после возвращения из аренды из «Вилья-Дальмине», Алан согласился заранее расторгнуть контракт с «Ривер Плейтом» и приступить к поискам новой команды.